# Daurska lastavica
Daurska lastavica (lat. Cecropis daurica; sin.: Hirundo daurica) je vrsta ptice koja pripada porodici Lastavica (lat. Hirundinidae).

## Područje rasprostranjenosti u svijetu i RH
Daurska lastavica je migratorna vrsta ptice. Zimuje na području Afrike, najvjerojatnije u savanama na sjeveru. Tamo migratorne jedinke iz Europe i stanarice iz Afrike obitavaju zajedno. Pretpostavlja se kako ptice iz Španjolske i Maroka migriraju u zapadni dio Afrike, dok ptice iz jugoistočne Europe i jugozapadne Azije migriraju u sjeveroistočnu Afriku. 
Proljetna migracija natrag u Europu i Aziju započinje u veljači te traje još kroz travanj.

## Veličina RH populacije
500 – 1000 parova.

## Stanište
U Europi za razmnožavanje odabire umjereno topla, stepska, mediteranska staništa.  U usporedbi s lastavicom, daurska lastavica za gniježđenje nije toliko vezana uz ljudske naseobine, već koristi morske litice, planine i špilje. No, u nekim regijama ovu vrstu možemo pronaći kako gnijezdi u gradovima. Također, za razliku od lastavice, daurskoj lastavici odgovaraju topla staništa sa stabilnim klimatskim uvjetima jer su jedinke ove vrste manje prilagodljive drastičnim promjenama. 
U Africi daurske lastavice obitavaju na području suhih travnjaka ili u kultiviranim poljima.

## Fenologija vrste i biologija vrste
Daurska lastavica je jedina lastavica u regiji s riđim zatiljkom i trticom. Za razliku od lastavice, nema riđe čelo. Također nema tamnu prsnu traku niti bijele mrlje po repu. U usporedbi s lastavicom, ima kraća i zaobljenija krila te malo kraće i tuplje zastavice na repu. Duljina tijela je 16 - 17 cm, a raspon krila 32 – 34 cm. Leti sporije nego lastavica te više jedri. 
Doba gniježđenja ove vrste u Hrvatskoj je od kraja travnja do rujna. U jednoj sezoni ova vrsta može imati 2 legla, s najčešće 4 – 6 jaja u gnijezdu. Gnijezda grade na liticama ili u špiljama, no u ljudskim naseobinama može graditi gnijezdo ispod mostova ili odvodnih kanala te u napuštenim kućama. Gnijezda grade od blata koje je ojačano komadima biljaka, dok je obloženo perjem ili vunom. Gnijezda su oblikom slična polovici kugle, otvor je ispod ravne nadsvođene površine, s ulazom na izduženom produžetku. Inkubacija jaja je od 13 – 16 dana. 

## Pritisci i prijetnje vrsti te mjere očuvanja
Korištenje kemijskih sredstava u poljoprivredi smanjuje broj kukaca kojima se daurske lastavice hrane. Ekstremne vremenske prilike (nagla zahlađenja i obilne, dugotrajne kiše tijekom sezone gniježđenja) imaju veliki negativan utjecaj na uspjeh gniježđenja daurskih lastavica.

## IUCN kategorija ugroženosti i zakonska zaštita
Daurska lastavica prema Crvenoj knjizi ptica Hrvatske (Tutiš i sur. 2013.) ima kategoriju ugroženosti: najmanje zabrinjavajuća (LC) vrsta. 
Sukladno Zakonu o zaštiti prirode (80/13) i Pravilniku o strogo zaštićenim vrstama (NN 114/13) daurska lastavica je strogo zaštićena vrsta u RH.